# Маюскул

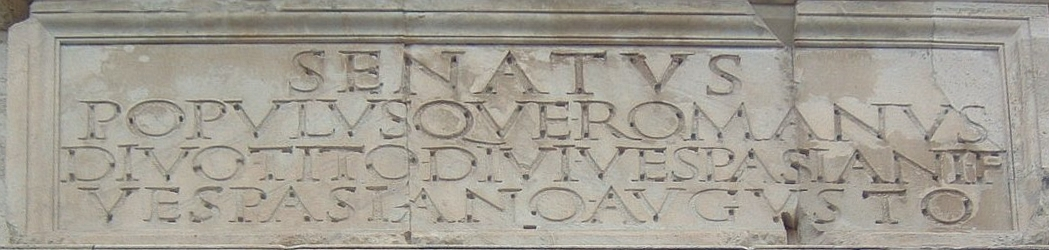
Образец римского капитального шрифта на Триумфальной арке Тита

Маю́скул, маю́скульное письмо́ (от лат. maiusculus — несколько больший) — алфавитное письмо, состоящее только из прописных букв. Маюскульным было древнее греческое и латинское эпиграфическое письмо. Рукописное латинское письмо сохраняло маюскульный характер до II века.

## Исторические формы
- греческий маюскул (IX—III вв. до н. э.)
- римский маюскул, или капитальный шрифт (лат. capitalis; VII в. до н. э. — V в. н. э.), в четырёх разновидностях
- унциал (III—VIII вв.)
- готический маюскул (XIII—XIV вв.)

## Маюскульные цифры
Маюскульные цифры — обычные цифры, равные по размеру заглавной букве. Например:
1234567890 АБВГД
Окончательно закрепились в типографской традиции в XIX веке.